# Wydział Nauk Ścisłych i Technicznych Uniwersytetu Śląskiego
Wydział Nauk Ścisłych i Technicznych Uniwersytetu Śląskiego w Katowicach – jeden z ośmiu wydziałów Uniwersytetu Śląskiego w Katowicach, utworzony w 2019 roku w wyniku połączenia z Wydziałów: Informatyki i Nauk o Materiałach, Matematyki, Fizyki i Chemii. 

## Kierunki kształcenia
Dostępne kierunki:
- biofizyka (studia I i II stopnia)
- chemia (studia I i II stopnia)
- technologia chemiczna (studia I stopnia)
- fizyka (studia I i II stopnia)
- fizyka medyczna (studia I i II stopnia)
- informatyka (studia I i II stopnia)
- informatyka stosowana (studia I stopnia)
- inżynieria biomedyczna (studia I i II stopnia)
- inżynieria materiałowa (studia I i II stopnia)
- matematyka (studia I i II stopnia)
- mechatronika (studia I i II stopnia)
- mikro i nanotechnologia (studia I i II stopnia)
- technologia chemiczna (studia I stopnia)
- Computer Science (studia II stopnia)
- Materials Science and Engineering (studia I stopnia)
- Physics (studia II stopnia)

## Poczet dziekanów
1. prof. dr hab. Danuta Stróż (2019–2024)
2. dr hab. Seweryn Kowalski, prof. UŚ (od 2024)

## Władze Wydziału
W kadencji 2024–2028:
| Stanowisko                                    | Imię i nazwisko                              |
| --------------------------------------------- | -------------------------------------------- |
| Dziekan                                       | dr hab. Seweryn Kowalski, prof. UŚ           |
| Prodziekan ds. nauki i współpracy z zagranicą | prof. dr hab. Mirosław Chorążewski           |
| Prodziekan ds. studenckich i kształcenia      | dr Joanna Maszybrocka, prof. UŚ              |
| Prodziekan ds. promocji i rozwoju             | dr hab. Agnieszka Nowak-Brzezińska, prof. UŚ |

## Struktura organizacyjna

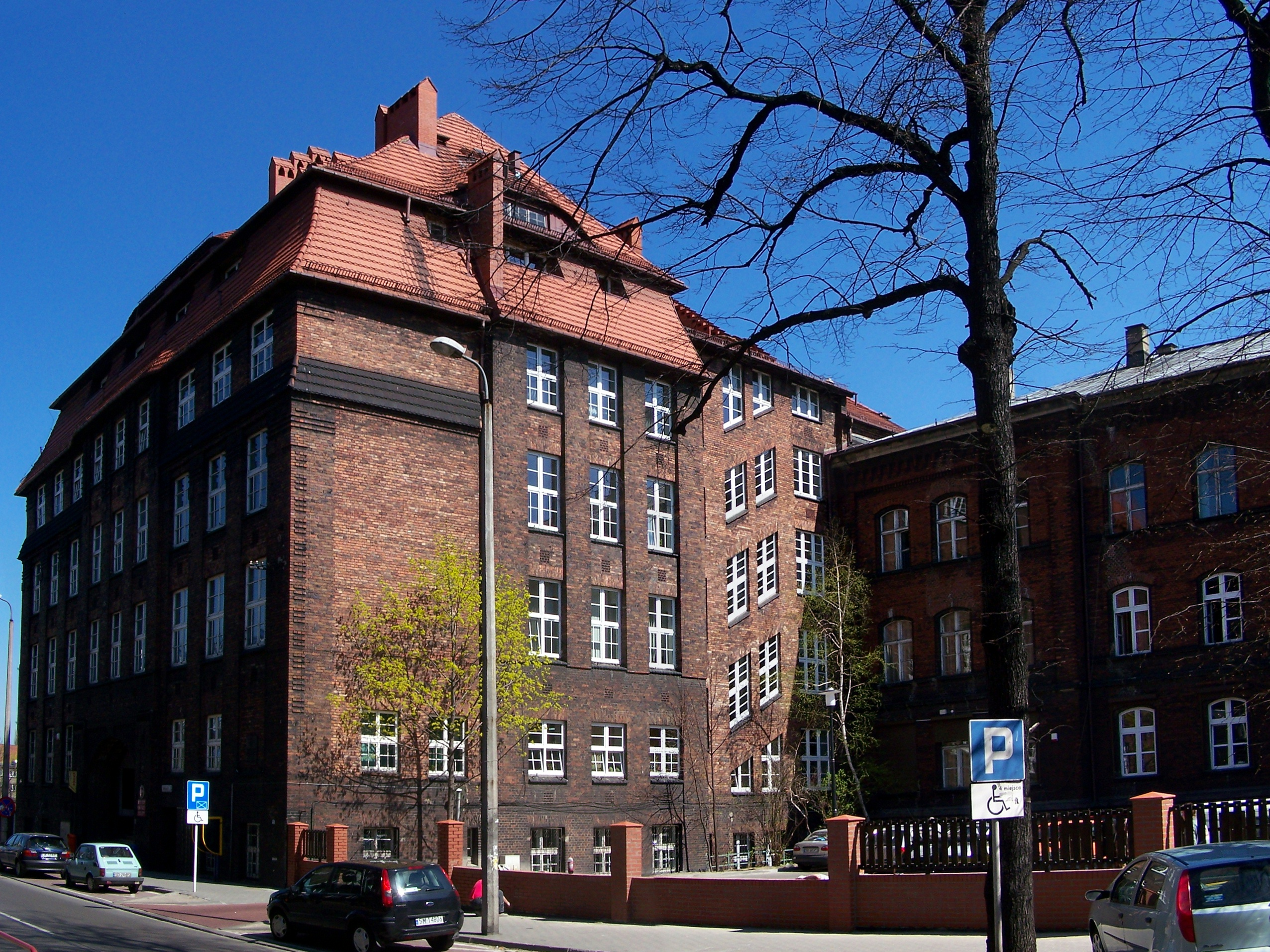
Budynek główny Instytutu Chemii UŚ w Katowicach

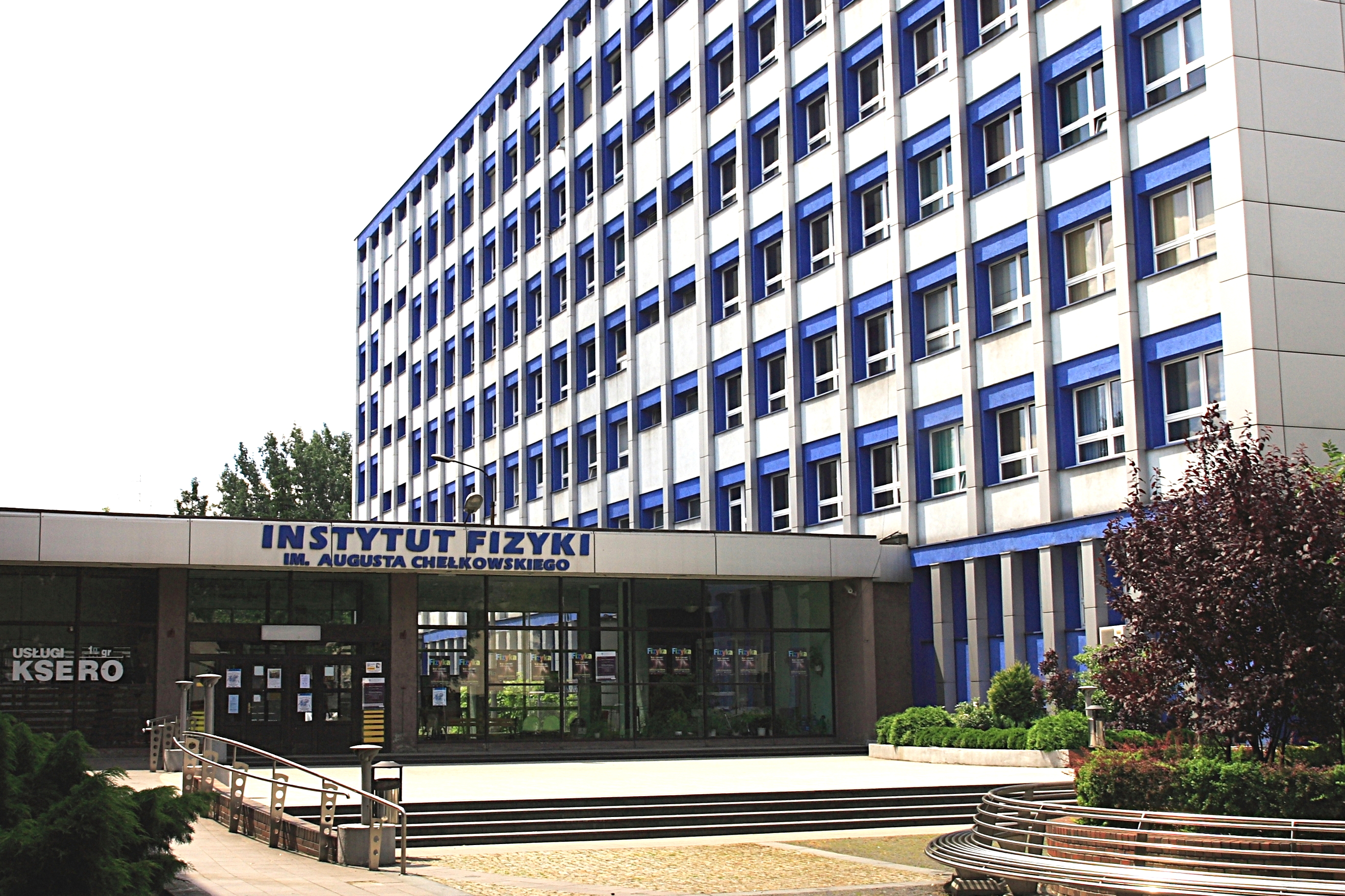
Instytut Fizyki im. Augusta Chełkowskiego

| Instytut                                  | Dyrektor                           |
| ----------------------------------------- | ---------------------------------- |
| Instytut Chemii                           | prof. dr hab. Robert Musioł        |
| Instytut Fizyki im. Augusta Chełkowskiego | prof. dr hab. Sebastian Pawlus     |
| Instytut Informatyki                      | dr hab. inż. Rafał Doroz, prof. UŚ |
| Instytut Inżynierii Biomedycznej          | dr hab. Sebastian Stach, prof. UŚ  |
| Instytut Inżynierii Materiałowej          | dr hab. Grzegorz Dercz, prof. UŚ   |
| Instytut Matematyki                       | prof. dr hab. Katarzyna Horbacz    |